# Flauta

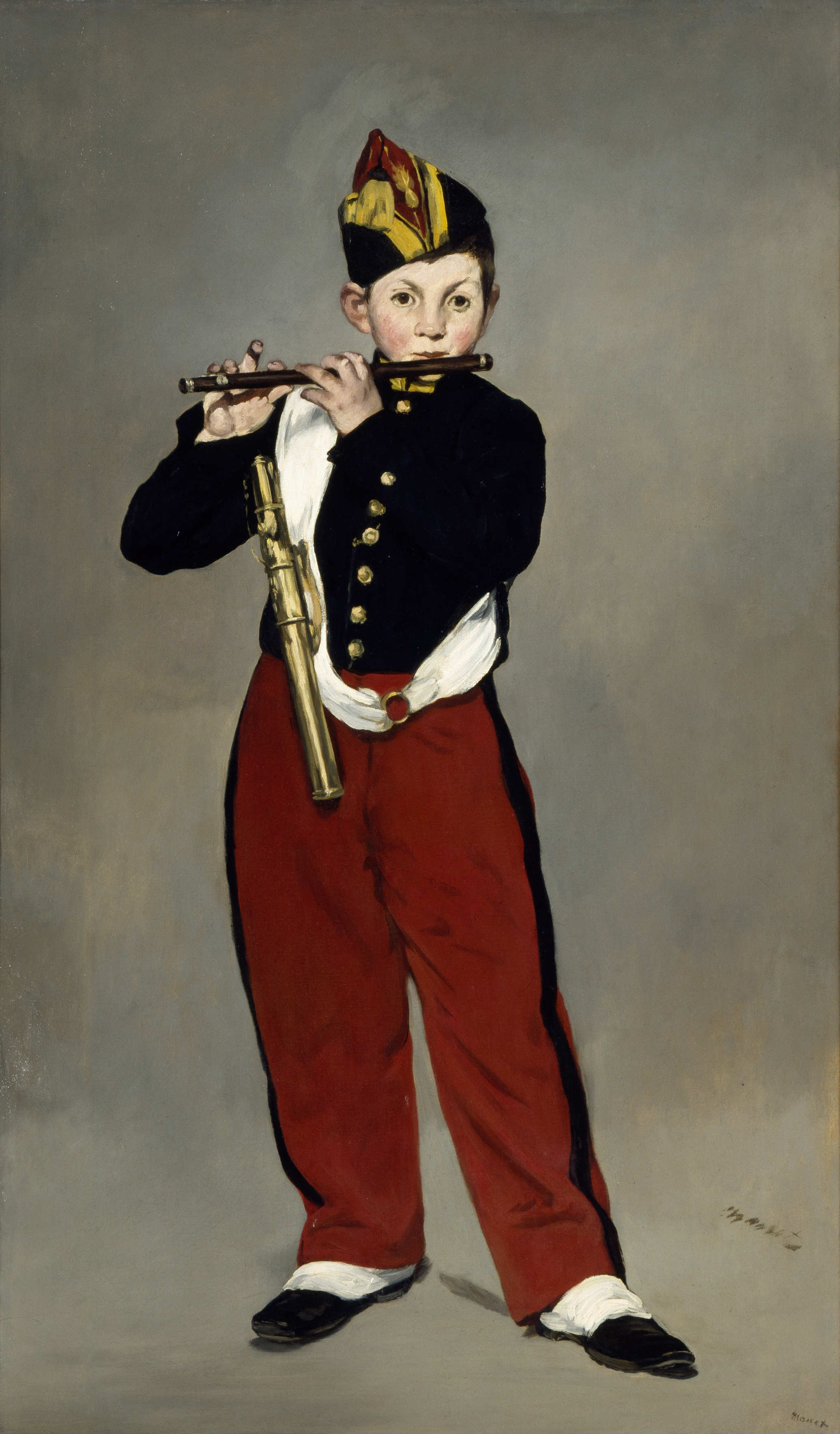
El joven flautista o pífano. Pintura de Édouard Manet (1886), en la que se representa a un muchacho tocando una flauta pífano. Musée d'Orsay.

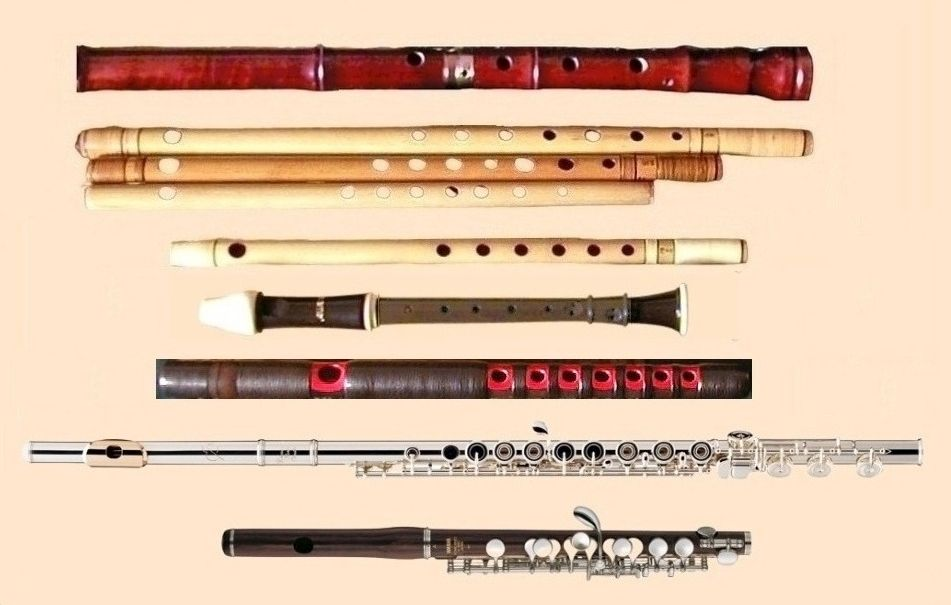
Distintos tipos de flautas.

Se denomina flauta a un tipo de instrumento musical de viento. Por la sencillez de su construcción, puede que sea uno de los instrumentos más antiguos, pues con diversas formas se encuentra en todas las culturas.
Consta de un tubo, generalmente de madera o metal (pero también de hueso, marfil, cristal, porcelana, plásticos o resinas, etc.), con una serie de orificios y una boquilla, en el borde (bisel) del cual se produce el sonido: El aire puede llegar directamente de los labios del ejecutante (como en la flauta traversa, el bansuri de la India o el shakuhachi japonés), o introduciéndose antes en un canal enfocado al bisel (como en la flauta dulce). En algunas culturas también existen flautas que se tocan a través de la nariz.
Abriendo o cerrando los orificios del cuerpo (tubo) del instrumento, se cambia la longitud del aire vibrante dentro del tubo, definiendo así la altura del sonido. Los orificios se tapan en algunos casos directamente con la yema de los dedos, en otros con llaves. En su sentido más elemental, para producir una escala ascendente se descubren secuencialmente los agujeros del instrumento, desde el más alejado de la boquilla (o elemento productor del sonido) hasta el más cercano; para obtener sonidos de octavas superiores, pueden utilizarse armónicos, en algunos casos con la ayuda de digitaciones cruzadas (en estas la organización de los dedos de tapar/destapar agujeros puede parecer estar dispuesta de manera arbitraria). A quien toca la flauta se le conoce como «flautista».

## Etimología
Hay varias hipótesis de donde proviene el nombre de la flauta. Una de ellas lo hace derivar del latín flatulare, de flatus, que significa soplar, inflar. De esta habría podido derivar aflautar y su metátesis flaütar. De este modo, el sustantivo flauta sería un derivado del verbo aflautar y habría sido difundido por la poesía de los trovadores, desde la lengua de oc al resto de lenguas románicas. Pero también hay las formas occitanas flauja, flajol y flaujar que tienen unos parecidos con el francés flageolet, con el catalán flabiol, ... que no pueden ser consideradas como casuales y que quizás nos hablan de un cruzamiento entre el latín tardío flatare y el occitano flaujar. El mismo Joan Coromines documenta la forma flaüta en 1328 y la forma flahuta en 1378.

## Clasificación de las flautas
De acuerdo con la clasificación de Hornbostel-Sachs, las flautas se sitúan dentro del apartado de los instrumentos de viento propiamente dichos que corresponden a la clasificación numérica 421. Dentro de esta se subdividen según los criterios siguientes:

Sección longitudinal de la embocadura de una flauta de pico. La B señala el conducto de aire y la C, el bisel.

- Según que el bisel se encuentre dentro de un conducto de aire -es decir, dentro del tubo- o bien que sea el instrumentista el que crea con los labios una corriente de aire muy estrechada, de forma que el bisel es practicado muy bien al extremo del tubo.
- Según que la embocadura sea terminal -es decir, al extremo del tubo-, o bien lateral. De acuerdo con este criterio aparecen el grupo de las flautas rectas (entre las cuales están las flautas de pico) y el de las traveseras.
- Según como sea el extremo  inferior de la flauta, el opuesto a la embocadura; es decir, que sea abierto o cerrado. En el supuesto de que el final esté tapado, puede ser que este tapón sea fijo -la mayoría de casos- o móvil; en este caso se trata de un pistón o émbolo. Todavía hay una posibilidad intermedia; que al final  haya un agujero de un diámetro mucho más pequeño que el del tubo; en este caso hablamos de tubo parcialmente tapado. Esto se da, sobre todo, en flautas de caña que aprovechan como final un nudo y  practican un pequeño agujero. Según las leyes de Bernoulli, si tenemos dos flautas (o dos tubos en general) de la misma longitud, pero un abierto y el otro cerrado, el cerrado produce un sonido de una frecuencia que es la mitad del que produciría el abierto; es decir, que el abierto suena en octavo superior al cerrado.
- Según que a lo largo del tubo se hayan practicado unos agujeros que se pueden dejar abiertos o cerrarlos, o que estos agujeros no estén. En el supuesto de que  haya agujeros, pueden ser tapados con los dedos directamente o bien con unas claves accionadas en un lugar diferente y que acaban tapando los agujeros.
- Según que la flauta tenga un solo tubo o diversos; en el supuesto de que  tenga unos cuantos -estas son, sobre todo, las flautas de pan, pero también flautas doble o triples del tipo del dvojnice- estos pueden estar agrupados en hilera -recta o curvada- o bien en forma de fajo.
- Según que se soplen con la boca -la inmensa mayoría- o con la nariz, como es el caso de algunos modelos de Oceanía (Islas Tonga, Tahití, la Polinesia), Malasia, etc.
- Según la forma del resonador, que puede ser tubular o globular. En el primer caso, además, también se pueden clasificar según que el tubo tenga perforación cilíndrica o ligeramente cónica; en este último caso, es más frecuente que sea de diámetro más ancho cerca de la embocadura que al otro extremo  y no al revés como en el resto de instrumentos de tubo cónico (oboes, etc.).

La mayoría de estas características se cruzan entre ellas de maneras muy diversas en instrumentos propios de culturas también varias provenientes de los cinco continentes.
Los tipos más difundidos de flautas en nuestra cultura son la denominada flauta travesera y la flauta de pico o flauta dulce.

## Producción del sonido
A pesar de que los silbatos también producen el sonido por medio de un bisel y que tipológicamente pueden ser considerados como flautas, el cierto es que, normalmente, cuando se refiere a la flauta es para aplicarlo a instrumentos que tienen unas posibilidades más grandes para articular sonidos más variados que aquéllos.
La producción de los sonidos, como en cualquier instrumento de viento con un tubo resonador, viene determinada por las llamadas leyes de [Johann] Bernouilli según las cuales la frecuencia (y, consiguientemente, la altura) del sonido producido es inversamente proporcional a la longitud del tubo que vibra, y directamente proporcional a la velocidad que tiene el fluido (el aire en este caso) que hay dentro del tubo. Por otro lado, los tubos abiertos pueden producir el tono fundamental y todos sus armónicos, mientras que los cerrados sólo producen el fundamental y los armónicos impares. Finalmente, y cómo se ha dicho, dos tubos de la misma longitud, en los cuales el aire vibra con la misma velocidad, pero de forma que la uno sea abierto y el otro cerrado, el sonido fundamental que produce el tubo cerrado tiene una frecuencia que es la mitad que el otro, es decir, que suena una octava inferior.
Finalmente, hay que añadir que los tubos que tienen un diámetro especialmente pequeño en relación con su longitud facilitan mucho la producción de armónicos (y resulta difícil producir el sonido fundamental).
De acuerdo con esto, la producción de sonidos de alturas diferentes en una flauta se puede hacer de maneras muy diversas:
- Modificando la presión de la columna de aire que se hace incidir sobre el bisel: a una presión mayor  corresponde un sonido algo más agudo, de forma que la variación continua de presión puede producir un sonido que fluctúa en su altura, produciendo un tipo de glissando de ámbito más bien reducido. Esta variación también se puede hacer de manera discontinua, para obtener sonidos separados y articulados de altura diferente.
- Modificando la presión de la columna de aire pero en una magnitud más grande que en el caso anterior: el aumento de la presión y, por lo tanto, de la velocidad del aire dentro del tubo sonoro, varía el modo de vibración de ésta, de forma que deja de sonar la nota que sonaba hasta entonces y pasa a sonar un armónico superior.
- Modificando la longitud del tubo sonoro. La altura del sonido producido es inversamente proporcional a la longitud del tubo sonoro. En la mayoría de flautas esta alteración es discontinua dado que la longitud de la columna de aire dentro del tubo se modifica tapando y destapando agujeros, pero en las flautas de pistón o de émbolo esta modificación es continua y produce un efecto de glissando.

## Historia
La flauta es el instrumento más antiguo que se conoce y, posiblemente, el más antiguo descubierto hasta ahora es la flauta de Divje Babe, una flauta de hueso encontrada en el parque arqueológico Divje Babe, ubicado cerca de Cerkno en el noroeste de Eslovenia.
En el antiguo imperio chino existían algunos tipos de flautas: las flautas de Pau (si-siao), las flautas de bambú con orificios (siau) y unas flautas traveseras (chou). 
En las civilizaciones occidentales antiguas (por ejemplo, Egipto, Israel, Grecia, Roma) ya existían unas flautas más evolucionadas: en Egipto, una flauta vertical, sin boquilla y con agujeros, que persiste actualmente, con el nombre de nay o uffata.
En Israel se usaban algunos instrumentos de la familia de las flautas, como el ougob (citado en la Biblia), una flauta simple (ugabo tedil) y el cuerno de carnero (schofar).
En Grecia estaba el aulos, una flauta de doble caña con agujeros, cercano a un oboe. 
En el Imperio romano se seguía utilizando el aulos, pero también se tiene constancia del uso de otras flautas, bastante simples, como algunas que podrían servir de silbatos.
Durante la Edad Media, la familia de las flautas se expandió, llegando a haber más de 200 tipos diferentes.
Las flautas más comunes eran la flauta traversa (una precursora bastante simple del traverso barroco y de la flauta Boehm actual), el whistle [una flauta parecida a la dulce, muy usada en la música celta y la anglosajona, con un sonido sibilante (de hecho, whistle significa silbato, silbar)], las flautas de cuerno (básicamente cuernos, pero con agujeros y bisel) y las flautas dulces, las más importantes, con gran protagonismo hasta la llegada, más adelante, de la orquesta, ya que en esta se buscan instrumentos más sonoros.
En la península ibérica también existía la ajabeba, una flauta árabe, parecida al nay egipcio.
De las flautas traversas no se conserva ningún ejemplar, pero se supone que eran de madera, con una abertura a modo de embocadura, siete agujeros para los dedos y uno para el pulgar.
Los whistle eran unos instrumentos muy similares a las flautas dulces, con seis orificios normalmente (con uno para el pulgar) y hechos de metal, normalmente estaño (no en vano se encuentran también como tin whistle).
Las flautas dulces eran las más comunes y numerosas (unas 140 según Crane). Había varios tipos: sopranino, soprano, contralto, tenor, bajo y contrabajo, en orden de tesitura descendente. Estaban hechas de diversos materiales, como hueso, madera, caña, cerámica... La estructura más habitual es un tubo de una sola pieza, cilíndrico o ligeramente cónico, con embocadura, ventana (la ranura en la cabeza) siete orificios para los dedos (el último doble) y otro para el pulgar.
Estas son una evolución de unos modelos también medievales, pero más primitivos, con seis orificios y sin el del pulgar. Se supone que estos cambios fueron realizados para mejorar el tono y el rango, pero se cree que esto no se consiguió. Lo que sí se logró fue mejorar el sonido de la octava aguda, suavizándolo).
Actualmente se conservan muy pocos especímenes de flautas dulces medievales enteras, la mayoría de las pocas que hay están fragmentadas. Un dato curioso es que muchas flautas dulces estaban hechas de madera de árboles frutales (boj, ciruelo...).
Los instrumentos considerados flautas dulces están representados en muchas ilustraciones y grabados desde el siglo XI (por ejemplo en las Cantigas de Santa María, de Alfonso X, aunque estos no son muy fiables, ya que podrían representar otro tipo de flautas similares, pero se cree que son dulces, ya que seguramente estas pudieron ser reintroducidas en Europa occidental (principalmente Alemania) desde el Imperio Bizantino.
Actualmente hay dos flautas descubiertas con un valor organográfico incalculable: la flauta de Dordrecht, encontrada en la localidad homónima (Holanda), flauta dulce soprano con un diapasón muy alto, propio del renacimiento (la3 460Hz, el actual es 440 Hz), y la flauta de Würzburg, Alemania, aunque sólo se ha encontrado el tercio inferior. Posiblemente tuviera el extremo parcialmente cerrado, un rasgo de instrumentos marroquíes y de Oriente Próximo, que la dotaría de una sonoridad diferente a la de las flautas totalmente cilíndricas. Es sorprendente los parecidos que existen entre estos dos especímenes, observados en las reconstrucciones que se han llevado a cabo.
El galoubet es una flauta de pico cilíndrica usada en varios países europeos. solo tenía tres orificios (uno inferior) para su ejecución con la mano izquierda, mientras se toca el tamborín con la mano derecha.
A finales de la Edad Media ya surge un antecesor cercano al traverso barroco, ganando popularidad gracias a su tubo ancho, que permitía que la octava grave fuera más fácil de tocar y que el registro agudo estuviese menos limitado.
Estos instrumentos (especialmente la flauta de pico) fueron usados durante el medioevo en la música profana: el whistle en la música celta, la flauta traversa en una música profana más culta y formal (como demuestra la ilustración de las Cantigas de Santa María), y la flauta de pico principalmente por los juglares y trovadores. De esto es de lo que se tienen más datos e ilustraciones. Por ejemplo, Folgore da San Gimignano, un poeta, en un texto escribe:

Gente costumata un e francesca la;
cantar, danzar al estilo de provenzalesca
con istrumenti novi d'Alemagna.
Gente vestida al estilo francés
cantando, bailando al estilo provenzal
con nuevos instrumentos de Alemania.

Un investigador comenta que Folgore se refería al desarrollo de nuevos instrumentos de viento, que rara vez se habían visto en Italia antes, y que estaban siendo tocados en ese momento por músicos llegados del norte, y por otros que los emulaban. 
Existe también un texto francés del siglo XIII, relacionado con la leyenda de Tristán (caballero de la mesa redonda):
«En sa main a pris un flagueil...»  «En su mano cogió una chirimía»...
Guillaume de Machaut, en sus obras La Prise d'Alexandrie y Remède de Fortune, menciona varios tipos de flautas, entre ellas fretiau y flauta traversa.
De esta forma hay muchos textos que mencionan el uso de la flauta durante la Edad Media, en su totalidad música profana, en mayoría en un uso callejero, en mano de juglares, aunque también había músicos en la corte (por ejemplo) que usaban flautas.

## Acústica
Una flauta produce sonido cuando una corriente de aire dirigida a través de un orificio del instrumento crea una vibración de aire en el orificio. La corriente de aire crea un Bernoulli o sifón. Esto excita el aire contenido en la cavidad resonante habitualmente cilíndrica dentro de la flauta. El flautista cambia la altura del sonido producido al abrir y cerrar orificios en el cuerpo del instrumento, cambiando así la longitud efectiva del resonador y su correspondiente frecuencia de resonancia. Al variar la presión del aire, un flautista también puede cambiar el tono haciendo que el aire de la flauta resuene a un ritmo armónico en lugar de la frecuencia fundamental sin abrir ni cerrar ninguno de los agujeros.
La geometría de la articulación de la cabeza parece particularmente crítica para el rendimiento acústico y el tono, pero no existe un consenso claro sobre una forma particular entre los fabricantes. La impedancia acústica del orificio de la embocadura parece ser el parámetro más crítico. Las variables críticas que afectan esta impedancia acústica incluyen: longitud de la chimenea (orificio entre la placa labial y el tubo de dirección), el diámetro de la chimenea y los radios o curvatura de los extremos de la chimenea y cualquier restricción diseñada en la «garganta» del instrumento, como en la flauta japonesa Nohkan.
A pesar de que puede estar construida en madera o metal, la flauta se cataloga dentro de la familia de instrumento viento de madera, ya que el esquema de producción de sonido se mantiene inalterado; en los instrumentos de viento de madera, se produce el sonido mediante la vibración de una o varias cañas o secciones del instrumento (en el caso de la flauta, el bisel de la embocadura, o en la «boquilla» de las flautas dulces), mientras que en los instrumentos de viento de metal, son los labios los que vibran para producir sonidos, tipo trompeta.
Un estudio en el que los flautistas profesionales tenían los ojos vendados no pudo encontrar diferencias significativas entre flautas fabricadas con una variedad de metales. En dos conjuntos diferentes de escucha ciega, no se identificó correctamente ninguna flauta en una primera escucha, y en una segunda, solo se identificó la flauta plateada. El estudio concluyó que "no había evidencia de que el material de la pared tiene un efecto apreciable sobre el color del sonido o el rango dinámico".

## Tipos de flautas
En su forma más básica, una flauta es un tubo abierto en el que se sopla. Después de un estudio y entrenamiento enfocados, los músicos usan la dirección del aire controlada para crear una corriente de aire en la que el aire se dirige hacia abajo en el agujero de tono de la cabeza de la flauta. Hay varias clases amplias de flautas. Con la mayoría de las flautas, el músico sopla directamente a través del borde de la boquilla, con 1/4 de su labio inferior cubriendo el orificio de la embocadura. Sin embargo, algunas flautas, como el silbato, gemscorno, flageolet, flauta dulce, flauta irlandesa, tonette, fujara, y la ocarina tienen un conducto que dirige el aire hacia el borde (una disposición que se denomina "fipple" en inglés o boquilla). Estos se conocen como flautas de boquilla. La boquilla le da al instrumento un timbre distinto que es diferente de las flautas sin boquilla y hace que el instrumento sea más fácil de tocar, pero le quita un grado de control al músico.
Otra división está entre las flautas sopladas de lado (o travesera), como la flauta de concierto occidental, flautín, pífano, dizi y bansuri; y las flautas de punta, como el ney, xiao, kaval, danso, shakuhachi, la flauta anasazi y la quena. El flautista de una flauta de soplado lateral usa un agujero en el costado del tubo para producir un tono, en lugar de soplar en un extremo del tubo. Las flautas de extremo soplado no deben confundirse con las flautas de boquilla, como las flautas dulces, que también se tocan verticalmente pero tiene un conducto interno para dirigir el flujo de aire a través del borde del agujero de tono.
Los grupos de flautas son los siguientes:
- Flautas sopladas por el extremo, tanto si tienen muesca como si no tienen. Están muy extendidas. Entre éstas están, para citar las más conocidas en Occidente, la quena, que se usa en varios países de América del Sur o el Shakuhachi japonés. Muchas de ellas están hechas de caña.
- Flautas con conducto de aire y un bisel en la ventanilla, todo esto en la embocadura. Son un grupo muy numeroso. Aunque no sean realmente instrumentos musicales, en este grupo están los silbatos (hecha excepción de los globulares) y los siurells. Las flautas de pico se integran en este grupo. También las numerosas flautas de tres agujeros que se tocan con una sola mano (normalmente la izquierda: tres dedos tapan agujeros y los otros dos sujetan el instrumento; un tubo muy largo y delgado facilita la formación de armónicos y, por lo tanto, la ejecución de una escalera entera a pesar de que sólo haya tres agujeros) mientras con la otra se toca un tambor. En este grupo hay numerosos ejemplares: el pipe and tabor que interpreta la Morris dance en Inglaterra, el galoubet de la Provenza, el flageolet, el txistu del País Vasco, la flauta de la Maragatería, la flauta o gaita rociera[13] de Andalucía, etc. Aunque no tengan tres agujeros sino más, los diferentes tipos de flabioles -catalán, tanto seco como de claves, y mallorquín- forman parte de este grupo.
- Flautas de recipiente. Tienen la particularidad que el resonador no tiene forma tubular, sino globular. Algunas tienen agujeros y pueden articular algún tipo de melodía, pero otras son simples silbatos. Los silbatos metálicos más habituales son de este tipo. Algunos están hechos de arcilla. Unos se soplan por el extremo, sin ventanilla, y otros con bisel después del canal de aire y ventanilla. En la cultura azteca fueron muy frecuentes, hechos con arcilla y representando seres mitológicos diversos. También la ocarina forma parte de esta tipología, igual que el xun chino y varias flautas globulares africanas.
- Flautas traveseras. Repartidas en áreas muy extensas. Desde el Japón (flauta fuye, hecha de caña de bambú), pasando por el ti o ti-tzu de la China, y el bansuri de la India, además de las propias de México -en cerámica- o Sudáfrica. Desde el XVI, varios ejércitos europeos empezaron a emplear como instrumento militar, tanto en las batallas como también en las paradas y otras demostraciones, un tipo de flauta travesera pequeña y aguda con agujeros conocida con el nombre de pífano, que fue inmortalizada por Édouard Manet en el cuadro que trae el mismo nombre. En la tradición de la música clásica, aparte de la flauta travesera en do, existe el flautín -que no ha incorporado uno de los cambios más importantes experimentados por la flauta travesera y se continúa haciendo de madera- que suena una octava más aguda que la travesera y que abunda en las orquestaciones desde finales del XIX. Aparte, pero menos utilizadas que este, también existen la flauta contralto y la flauta baja.

- Flautas múltiples. Predominan, en este grupo, las de dos tubos, pero también hay que tienen tres y, incluso, de cuatro. En algunos casos, los dos conductos de aire están practicados de forma que el aspecto externo de la flauta es de tener un solo tubo. Las hay de arcilla (abundan en México), de dos cañas ligadas y de madera, de forma que en un mismo bloque se ha practicado los dos agujeros tubulares (cómo en el caso del Dvojnice de Serbia y de Croacia). En algunos casos todos los tubos tienen el mismo número de agujeros dispuestos en los mismos lugares de forma que ambos tubos tienen la misma afinación; en otros, o bien la disposición de los agujeros es diferente, o bien uno de los tubos no tiene, de forma que funciona como un bordón.
- Flautas de pan, que consisten en grupos de tubos, tapados por el extremo inferior, y de longitudes diferentes, sin agujeros de digitación, de forma que cada tubo hace una sola nota, pero entre todos pueden hacer melodías. Reciben su nombre del dios griego Pan, pero se encuentran en otros muchos lugares: en Perú y en general en toda la región de los Andes (algunos de los modelos empleados reciben el nombre de antara en quechua, siku en aimara, zampoña en castellano en aquella misma zona), Rumanía, Morávia, Japón, etc. Los tubos que configuran el instrumento se pueden disponer en hilera recta, en hilera un poco curvada -cómo en el caso del nai de Rumanía- o en forma de fajo, como en el caso de las flautas de las islas Salomón.

Lista corta no exhaustiva de tipos de flautas
- Flauta de bambú

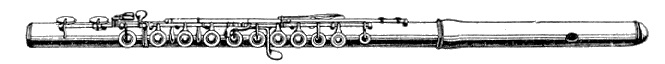
Diagrama de una flauta travesera.

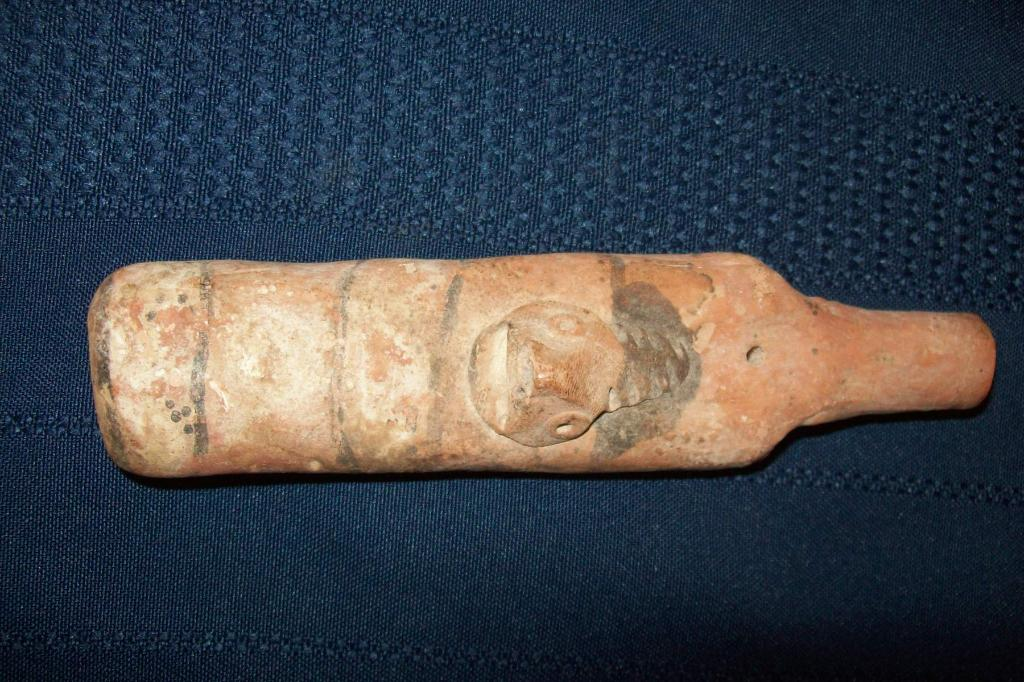
Flauta de terracota de la cultura moche

- Flauta de pan, varios tubos paralelos; de origen mitológico griego. En algunas partes de América se conoce como zampoña o sicu.
- Flauta dulce o «de pico».
  - Flauta de émbolo, tipo de flauta de pico.
- Flauta irlandesa, Tin y Low whistle, de origen irlandés.
- Flauta travesera, europea, utilizada para la denominada "interpretación histórica".
  - Flauta travesera celta, originaria de Irlanda (Irish flute).
- Flautín o «piccolo» (en italiano ‘pequeño’), flauta minúscula de metal o plástico.
- Gaita colombiana, derivada de un instrumento prehispánico de la región, no tiene relación con las gaitas irlandesas, asturianas o gallegas, con estas solo comparte el nombre.
- Ney (de Persia y Egipto), quizás la flauta más antigua que aún posee ejecutantes.
- Shinobue, Yokobue, Ryūteki tipos de flautas traversas tradicionales de Japón.
- Shakuhachi, flauta japonesa, tradicionalmente usada por algunas órdenes de monjes (Komusō), y como un estilo de meditación Suizen.
- Dizi, flauta traversa de la cultura China.
- Xiao, flauta tradicional China de ejecución vertical.
- Bansuri, flauta traversa tradicional de la cultura de India.
- Ocarina, originaria de varias partes del mundo. Su cuerpo no está constituido por un tubo, sino que tiene una forma redondeada.
- Quena, propia de la cultura incaica de Perú.
- Gasba, propia de la cultura bereber de Marruecos, Argelia y Túnez.

## Galería

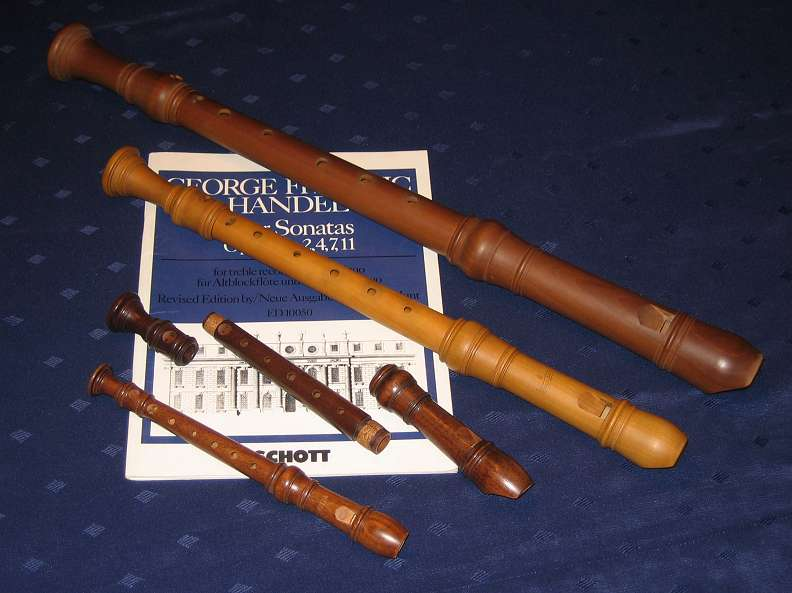
Flautas dulces.
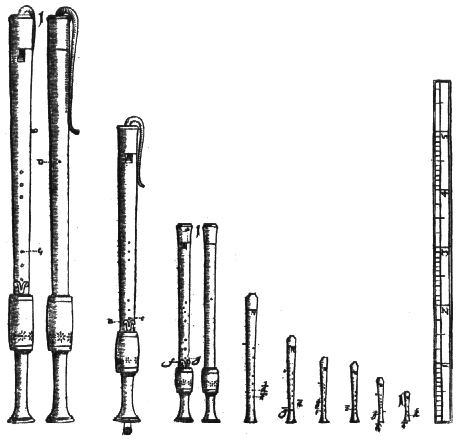
Flautas.